# Acetylowany fosforan diskrobiowy
Acetylowany fosforan diskrobiowy, acetylowany fosforan skrobiowy – organiczny związek chemiczny, skrobia modyfikowana chemicznie, ester diskrobiowy kwasu fosforowego, w którym cząsteczki skrobi są dodatkowo acetylowane. Stosowany jako dodatek do żywności o numerze E1414. Wytwarzany przez estryfikację skrobi trimetafosforanem sodu lub trichlorkiem fosforylu oraz bezwodnikiem octowym lub octanem winylu. Zawartość grup acetylowych nie może przekraczać 2,5%, a zawartość fosforu 0,04% (z wyjątkiem ziemniaczanej i pszennej, dla których limit wynosi 0,14% P).
Wykorzystywany jako dodatek m.in. do sosów, jogurtów, ciast w proszku, owoców konserwowych oraz owocowego nadzienia do wypieków. Zagęszcza produkty i stabilizuje. Nie ma wiarygodnych badań wskazujących, że środek ten jest niebezpieczny dla zdrowia, aczkolwiek istnieją obawy, że może być szkodliwy, zwłaszcza dla niemowląt. Niekiedy powoduje biegunkę. Dopuszczony do stosowania na terenie Unii Europejskiej.